# Casa Millard-McCarty
La Casa Millard-McCarty (en inglés: Millard-McCarty House) es una casa histórica ubicada en Miami Springs, Florida. La Casa Millard-McCarty se encuentra inscrito  en el Registro Nacional de Lugares Históricos de Estados Unidos, desde  el 22 de abril de 1986.  

## Ubicación
La Casa Millard-McCarty se encuentra dentro del condado de Miami-Dade en las coordenadas 25°49′04″N 80°17′43″O / 25.817778, -80.295278.